# アルビンとチップマンクス/狼男にご用心!
『アルビンとチップマンクス/狼男にご用心！』（アルビンとチップマンクス/おおかみおとこにごようじん、原題: Alvin and the Chipmunks Meet the Wolfman）は、アメリカのアニメーション映画。Bagdasarian ProductionsとUniversal Cartoon Studiosが制作した『アルビンとチップマンクス』の2本目のビデオ向け映画であり、東京のタマ・プロダクションによって海外でアニメ化される3つのUniversal Cartoon Studiosプロダクション作品の第二弾。

## 概要
アメリカでは、2000年にVHS、2004年にDVD、2007年に再びDVDでリリースされた。日本では、2002年12月27日と2003年6月9日にWOWOWで『アルビンとチップマンクス/わんぱく3人組の受難』として放送された。その後NetflixやHuluでも『アルビンとチップマンクス/狼男にご用心！』として公開されていた。

## リリース
この映画は、2000年8月29日にユニバーサルスタジオホームビデオによって、『アルビンとチップマンクス・ミート・フランケンシュタイン』、『モンスターマッシュ』、『アーチーの奇妙なミステリー』の4つのエピソード（『アーチーとリバーデールの吸血鬼』）の「お化け屋敷」プロモーションの一部としてVHSで最初にリリースされた。2004年9月7日に、4つのアニメーション映画すべてが「モンスターバッシュファンパック」 DVDセットで一緒にリリースされた。

## キャラクター

### メイン
アルビン (Alvin Seville)
サイモン (Simon Seville)
セオドア (Theodore Seville)
ブリトニー (Brittany Miller)
ジャネット (Jeanette Miller)
エレノア (Eleanor Miller)
デーブ・セビル (Dave Seville)

### サブ
タルボットさん (Mr. Talbot)
ミリケン校長先生 (Principal Milliken)
ロシェル先生 (Mr. Rochelle)
マダム・ラヤ (Madame Raya)
ネイサン (Nathan)
ミラーさん (Miss Miller)

## キャスト
- アルビン：ロス・バグダサリアン・Jr（英語版）
- サイモン：ロス・バグダサリアン・Jr
- セオドア：ジャニス・カーマン（英語版）
- ブリトニー：ジャニス・カーマン
- ジャネット：ジャニス・カーマン
- エレノア：ジャニス・カーマン
- デイブ：ロス・バグダサリアン・Jr
- タルボットさん：モーリス・ラマルシュ
- ミリケン校長先生：ミリアム・フリン
- ロシェル先生：ロブ・ポールセン
- マダム・ラヤ：エイプリル・ウィンチェル（英語版）
- ネイサン：エリザベス・デイリー
- 狼男のタルボットさんとセオドア：フランク・ウェルカー

### 日本語吹き替え版
- アルビン：大谷育江
- サイモン：桑島法子
- セオドア：神代知衣
- ブリトニー：西村ちなみ
- ジャネット：半場友恵
- エレノア：吉田小南美
- デイブ：井上倫宏
- タルボットさん：麦人
- ミリケン校長先生：宮寺智子
- ロシェル先生：上田祐司

## サウンドトラック
1. 「Munks on a Mission」- アルビンとサイモン
2. 「Monster Out in You」- チップマンクス
3. 「Everything's Gonna Be Alright」- チップマンクスとチペッツ

## スタッフ
- 製作総指揮：ロス・バグダサリアン・Jr、ジャニス・カーマン
- 製作：カーティ・カスティロ
- 監督：カーティ・カスティロ
- 脚本：ジョン・ロイ
- 音楽：マーク・ワッターズ、ウィリアム・アンダーソン
- 作曲：ジャイ・ワインディング
- 作詞：ウィリアム・アンダーソン、ジャニス・カーマン
- 特殊ボーカル効果：フランク・ウェルカー
- 演出：ジニー・マクスウェイン
- 準製作：アンジェラ・サモナ
- 編集：ジェイ・ビクセン
- キーレイアウトデザイン：マイケル・ヴァン・クリーブ
- キーバックグラウンドペイント：チョン・リュー
- キャラクターデザイン：ルイーズ・ジンガレリ、ヒョン・ソク・チョ、カーティ・カスティロ、スティーブ・ゴードン
- プロップデザイン：ボーダン・ロブ・ピウォワチュク
- カラースタイリスト監督：フラビア・ミットマン
- バックグラウンドペイント：ミッキー・ザーチャー
- 特殊効果：キャスリーン・クエイフ
- 絵コンテ：メリッサ・スーバー、デイヴ・ウィリアムズ、シェリ・ウェインハート、リン・ハンター、スティーブ・ライオンズ
- アニメーション監督：カレン・ピーターソン
- アニメーションタイミング監督：カレン・ピーターソン、グウェン・ウェッツラー
- チェッカー：マリーナ・カパス
- アニマティック編集：エストレラ・カピン
- ポストプロダクション総指揮：バーバラ・ベック

### 日本語版製作スタッフ
- 翻訳：
- 演出：
- 字幕：横内陽子